# Маги Кю
Маги Дениз Куигли (на английски: Margaret Denise Quigley), по-позната като Маги Кю (на английски: Maggie Q) е американска актриса и бивш модел. Изпълнява главната рола в сериала „Никита: Отмъщението“.

## Биография

### Ранни години
Маги Кю е родена в Хонолулу, Хавай на 22 май 1979 година. Баща ѝ е от полско-ирландски произход, а майка ѝ е виетнамка. Двамата се срещат във Виетнам, където баща ѝ служи в американската армия по време на Виетнамската война.
В училище Маги се занимава с лека атлетика. Завършва гимназия Милилани през 1997 г.

### Кариера
По предложение на приятел Маги започва да работи като модел на 17 г. в Токио, Япония, след това в Тайпе, Тайван и накрая в Хонг Конг.
Докато работи в Хонк Конг, Джеки Чан я забелязва, като по негови думи „Той вижда в нея голям потенциал да стане звезда“. Джеки Чан я взима под своя опека, обучава я на бойни изкуства и ѝ помага да влезе в киноиндустрията.
През 1998 г. тя започва актьорската си кариера в сериала „Къщата на Дракона“, който се превръща в голям хит в Азия. През 2000 Кю прави своя филмов дебют в хоръра „Модел от Ада“, след което играе агента от ФБР Джейн Куигли в трилъра „Gen-Y Cops“. Джеки Чан остава впечатлен от играта ѝ и тя бива включена в „Час Пик 2“.
През 2006 г. Маги Кю играе заедно с Том Круз в „Мисията невъзможна 3“. През 2007 г. играе Май Лин във филма на Брус Уилис „Умирай трудно 4.0“.
През 2010 г. получава главната роля в сериала на The CW „Никита: Отмъщението“.